# Április 1.
Április 1. az év 91. (szökőévben 92.) napja a Gergely-naptár szerint. Az évből még 274 nap van hátra.
Névnapok: Hugó + Agád, Agapion, Pál, Palmer, Pável, Pósa, Urbán

## Események

### Politikai események
- 1572 – Kitör a németalföldi szabadságharc.
- 1713 – Anglia és Németalföld megkötik Franciaországgal az utrechti békét, mely lezárja a spanyol örökösödési háborút. Lásd még: rastatti béke.
- 1924 – A müncheni bíróság Hitlert öt évre ítéli, azonban már év végén kiengedik (a börtönben írja meg „Mein Kampf” című programjellegű művét).
- 1977 – Spanyolországban feloszlatják a francoista pártot.
- 1979 – Az Iráni Iszlám köztársaság kikiáltása.
- 1991 – Megszűnik a Varsói Szerződés katonai szervezete, majd három hónap múlva, július 1-én a Varsói Szerződés Politikai Tanácskozó Testülete is.
- 1991 – A RAF düsseldorfi lakásában lelövi Detlev Karsten Rohweddert, a volt NDK vagyonkezelőjének elnökét.

### Tudományos és gazdasági események
- 1579 – Báthory István erdélyi fejedelem és lengyel király megalapítja a Vilniusi Egyetemet.
- 1926 – Megkezdi működését a jegybank szerepét is betöltő Csehszlovák Nemzeti Bank.[1]
- 1976 – Steve Jobs két társával megalapítja az Apple Computert.

### Kulturális események
- 2004 – Elindul a kasub nyelvű Wikipedia.

### Sportesemények
Formula–1
- 2001 –  brazil nagydíj, Interlagos - Győztes: David Coulthard  (McLaren Mercedes)

### Egyéb események
- 1810 – A párizsi Louvre kápolnájában megtartják I. Napóleon francia császár és Mária Lujza osztrák főhercegnő esküvőjét.
- 2003 – A Slashdot bemutatja a Whitespace programozási nyelvet.

## Születések
- 1578 – William Harvey angol orvos, sebész, anatómiatanár († 1657)
- 1750 – Hugo Kołłątaj lengyel tudós, pap, politikus és államférfi († 1812)
- 1755 – Jean Anthelme Brillat-Savarin francia gasztronómus, francia író, politikus († 1826)
- 1806 – Franz Eybl osztrák biedermeier festő († 1880)
- 1809 – Nyikolaj Vasziljevics Gogol orosz író, drámaíró († 1852)
- 1814 – Erdélyi János ügyvéd, költő, az MTA rendes tagja, a Kisfaludy Társaság titkára († 1868)
- 1815 – Otto von Bismarck gróf, német politikus, Németország első kancellárja († 1898)
- 1821 – Louis-Adolphe Bertillon francia statisztikus, mikológus († 1883)
- 1834 – Marastoni József magyar festőművész, litográfus († 1895)
- 1840 – Szilágyi Dezső magyar jogász, politikus, az MTA tagja († 1901)
- 1859 – Vikár Béla magyar etnográfus, műfordító, az MTA tagja († 1945)
- 1865 – Zsigmondy Richárd magyar származású, Nobel-díjas kémikus († 1929)
- 1868 – Edmond Rostand francia költő, drámaíró, a „Cyrano de Bergerac” és a „Sasfiók” szerzője († 1918)
- 1868 – Lengyel Pál (nyomdász) magyar nyomdász, újságíró, eszperantó nyelvű lapok kiadója († 1932)
- 1873 – Sergey Rachmaninov orosz zeneszerző, zongoraművész, karmester († 1943)
- 1881 – Octavian Goga román költő, drámaíró, antiszemita politikus, a Román Királyság miniszterelnöke († 1938)
- 1889 – Pécsi József magyar fotóművész, fényképészeti szakíró, szaktanár († 1956)
- 1896 – Nagy László ügyvéd, országgyűlési képviselő († ?)
- 1906 – Alekszandr Szergejevics Jakovlev szovjet repülőgéptervező († 1989)
- 1909 – Bill Whitehouse (William Whitehouse) brit autóversenyző († 1957)
- 1911 – Goda Gábor Kossuth-díjas magyar író († 1996)
- 1915 – Cseres Tibor Kossuth-díjas magyar író († 1993)
- 1916 – Bán Zoltán magyar színész, szerkesztő, rendezőasszisztens († 1998)
- 1920 – Károlyi Judit magyar színésznő
- 1920 – Mifune Tosiró japán színész († 1997)
- 1927 – Puskás Ferenc (sz. Purczeld), becenevén Puskás Öcsi, válogatott labdarúgó, edző, az Aranycsapat kapitánya, a nemzet sportolója († 2006)
- 1929 – Milan Kundera cseh–francia író, drámaíró, költő, esszéista († 2023)
- 1930 – Kertész Iván  zenei szerkesztő, zenekritikus, az Operakalauz szerzője († 2014)
- 1932 – Debbie Reynolds amerikai színésznő („Ének az esőben”) († 2016)
- 1939 – Horváth Ferenc magyar színész
- 1940 – Wangari Maathai kenyai környezetvédő és politikus († 2011)
- 1949 – Németh Tibor magyar bábművész, színész († 2024)
- 1949 – Thész Gabriella Liszt Ferenc-díjas magyar karnagy, érdemes művész
- 1950 – Loris Kessel svájci autóversenyző († 2010)
- 1952 – Tőkés László a Királyhágó-melléki református egyházkerület püspöke
- 1954 – Rubold Ödön Jászai Mari-díjas magyar színész, érdemes művész
- 1957 – Bolla Ági magyar manöken, fotómodell, modell
- 1959 – Christian Thielemann német karmester
- 1960 – Shanna McCullough amerikai pornószínésznő
- 1961 – Susan Boyle énekes, a Britain's Got Talent versenyzője
- 1971 – Nakano Sindzsi japán autóversenyző
- 1973 – Kris Marshall angol színész
- 1976 – Király Gábor magyar válogatott labdarúgókapus
- 1977 – Boczkó Gábor magyar párbajtőröző
- 1980 – Pethő Gergő magyar színész, bábszínész, a Harmadik Figyelmeztetés Színészzenekar dobosa
- 1982 – Sam Huntington amerikai színész
- 1982 – Taran Killam amerikai színész
- 1983 – Jussi Jokinen finn jégkorongozó, olimpiai ezüstérmes
- 1983 – Matt Lanter amerikai színész
- 1985 – Beth Tweddle angol tornász
- 1985 – Samil Burzijev orosz labdarúgó († 2010)
- 1992 – Szuj Lu kínai tornász
- 1995 – Logan Paul amerikai színész
- 1997 – Asa Butterfield amerikai színész

## Halálozások
- 1441 – I. Blanka navarrai királynő (*1387)
- 1807 – Révai Miklós magyar nyelvtudós (* 1750)
- 1847 – Festetics Imre magyar genetikus (* 1762)
- 1863 – Hollán Hugó katonatiszt (* 1819)
- 1868 – Lukács Dénes honvéd ezredes (* 1816)
- 1872 – Martin Ohm német matematikus, az Aranymetszés szabály leírója, Georg Simon Ohm fivére (* 1792)
- 1882 – Solymosi Eszter a tiszaeszlári per sértettje (* 1868)
- 1890 – Alekszandr Fjodorovics Mozsajszkij orosz tengerésztiszt, a repülés egyik úttörője (* 1825)
- 1917 – Scott Joplin, amerikai zeneszerző és zongorista (* 1867 vagy 1868)
- 1922 – IV. Károly magyar király, I. Károly néven osztrák császár, valamint cseh király, az utolsó Habsburg uralkodó (* 1887)
- 1930 – Cosima Wagner, Liszt Ferenc lánya, Richard Wagner felesége (* 1837)
- 1946 – Kenéz Béla statisztikus, közgazdász, az MTA tagja, 1931–1932-ben kereskedelemügyi miniszter (* 1874)
- 1952 – Molnár Ferenc magyar író (* 1878)
- 1964 – Thomas Monarch amerikai autóversenyző (* 1912)
- 1968 – Lev Davidovics Landau Nobel-díjas szovjet elméleti fizikus (* 1908)
- 1975 – Mark Light amerikai autóversenyző (* 1910)
- 1978 – Ignotus Pál magyar író, újságíró (* 1901)
- 1990 – Vándor József magyar színész (* 1921)
- 2008 – Baczakó Péter magyar súlyemelő, olimpiai bajnok (* 1951)
- 2014 – Jacques Le Goff francia középkortörténész (* 1924)
- 2016 – Keres Emil Kossuth-díjas magyar színművész (* 1925)
- 2017 – Jevgenyij Alekszandrovics Jevtusenko szovjet–orosz költő (* 1932)
- 2018 – Mészáros Sándor Puskás Tivadar-díjas magyar vegyészmérnök, főiskolai tanár, feltaláló (* 1927)
- 2021 – Hugo Portisch pozsonyi születésű osztrák újságíró, televíziós műsorvezető (* 1927)
- 2025 – Val Kilmer amerikai színész (* 1959)

## Nemzeti ünnepek, emléknapok, világnapok
- A magyar népszokás szerint a bolondok napja, az ugratás, tréfálkozás napja